# Жулі Паєтт
Жулі Паєтт (фр. Julie Payette; нар. 20 жовтня 1963, Монреаль, Квебек) — канадська інженерка, астронавтка КАА. Генерал-губернатор Канади з 2 жовтня 2017 по 21 січня 2021.

## Освіта, робота
Закінчивши середню школу в Монреалі, Паєтт продовжила навчання у Великій Британії: у 1982 отримала диплом міжнародного бакалаврату в Атлантичному Коледжі (Південний Уельс). Повернувшись до Канади, вступила в Університет Макгілла в Монреалі, який закінчила в 1986, здобувши ступінь бакалавра з електротехніки.
У 1986—1988 роках працювала інженером в компанії «IBM Canada», потім два роки — в Університеті Торонто за проєктом створення комп'ютерів високої продуктивності, отримавши там само 1990 року ступінь магістра прикладних наук.
1991 працювала в дослідницькій лабораторії IBM в Цюрих (Швейцарія), 1992 року — інженером в компанії Bell — Northern Nortel Research (Монреаль) у групі розпізнавання мови.

## Космічна підготовка
У січні 1992 року Канадське аерокосмічне агентство оголосило другий відбір астронавтів. Передбачалося, що астронавти цього набору братимуть участь у тривалих польотах на американській орбітальній станції «Фрідом». Жулі Паєтт подала свою заяву серед більш ніж 5000 претендентів і, пройшовши кілька етапів, 8 червня 1992 разом з трьома кандидатами була зарахована до загону КАА. Після цього вона пройшла початкову загальнокосмічну підготовку в Канаді — в тому числі зі 120 годин за умов штучної невагомості (параболічні польоти).
1993 року брала участь у відпрацюванні взаємодії «людина — комп'ютер» у відділі канадських астронавтів. З 1993 по 1996 рік працювала технічною спеціалісткою у міжнародній дослідницькій групі при НАТО.
У лютому 1994 року брала участь (спільно з Давидом Вільямсом, Майклом Маккеєм і Робертом Терксом) у семиденному експерименті з імітації космічного польоту (Canadian Astronaut Program Space Unit Life Simulation, (CAPSULS)) в Торонто. Експеримент полягав у поміщенні умовного екіпажу з 4 осіб в ізольовану герметичну камеру, яка виконувала роль космічної станції.
У лютому 1996 року Жулі Паєтт отримала допуск до польотів на військовому реактивному літаку Canadair CT-114 Tutor у базі ВПС Канади Мус-Джо (провінція Саскачеван) і отримала звання капітана ВПС Канади. З 1997 року брала участь у програмі польотів навчальної ескадрильї. Загальний наліт становив понад 800 годин, з яких близько 450 — на реактивних літаках. У квітні 1996 року брала участь у програмі глибоководних занурень в жорсткому скафандрі в Ванкувері, після чого отримала ліцензію оператора — глибоководника.
У серпні 1996 року Жулі Паєтт розпочала тренування у центрі ім. Джонсона разом з астронавтами 16-го набору НАСА. По завершенні підготовки у квітні 1998 року Паєтт присвоєно кваліфікацію спеціаліста польоту, і вона отримала призначення у відділ астронавтів НАСА. У серпні 1998 року отримала призначення в екіпаж STS −96.

## Політ на «Діскавері»
Свій перший політ у космосі 35-річна Жулі Паєтт здійснила 27 травня — 6 червня 1999 на борту шатла «Дискавері» («STS-96») як спеціаліст польоту.

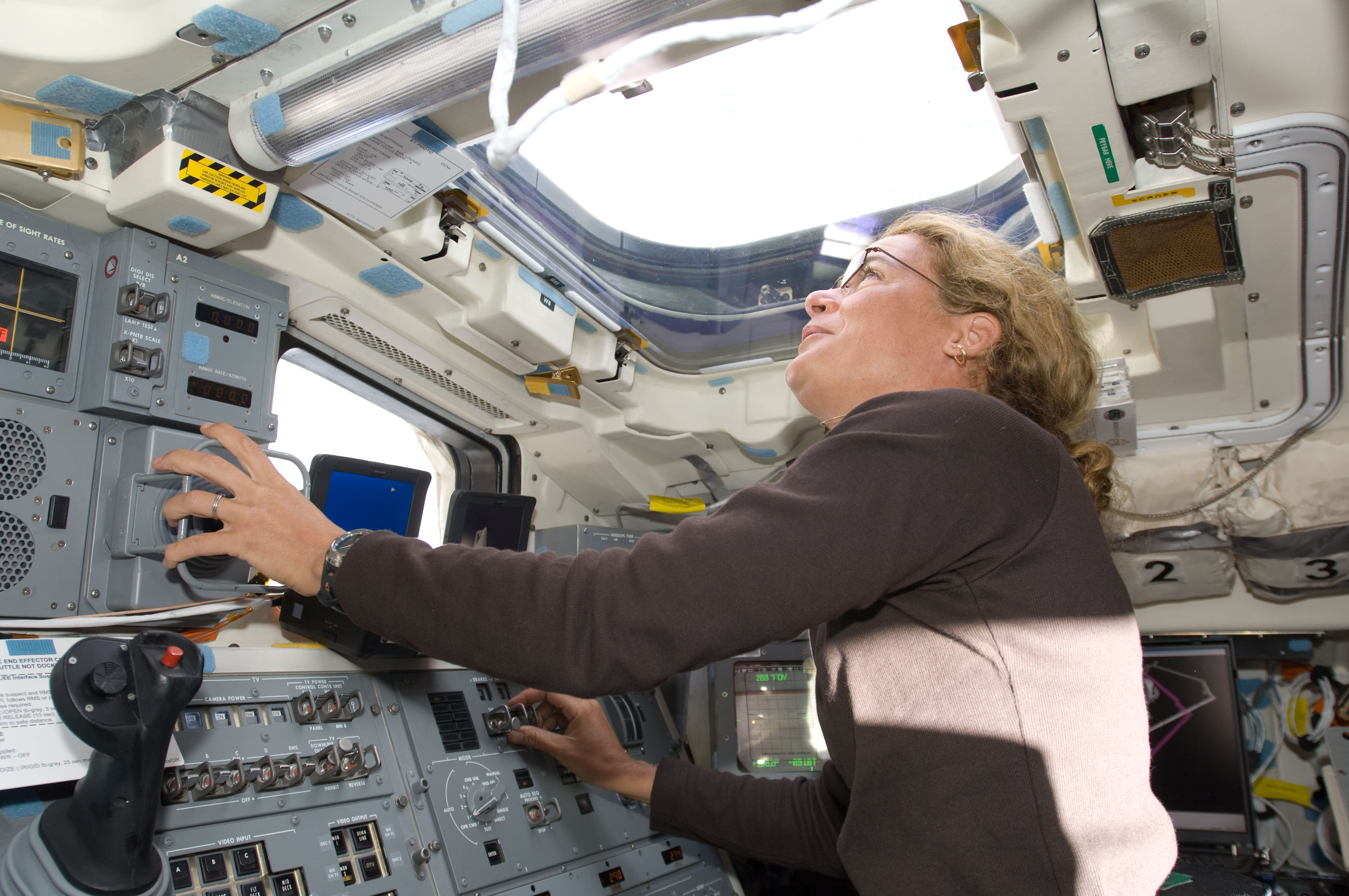
Жулі Паєтт дивиться через вікно на борту шатла «Індеворі»

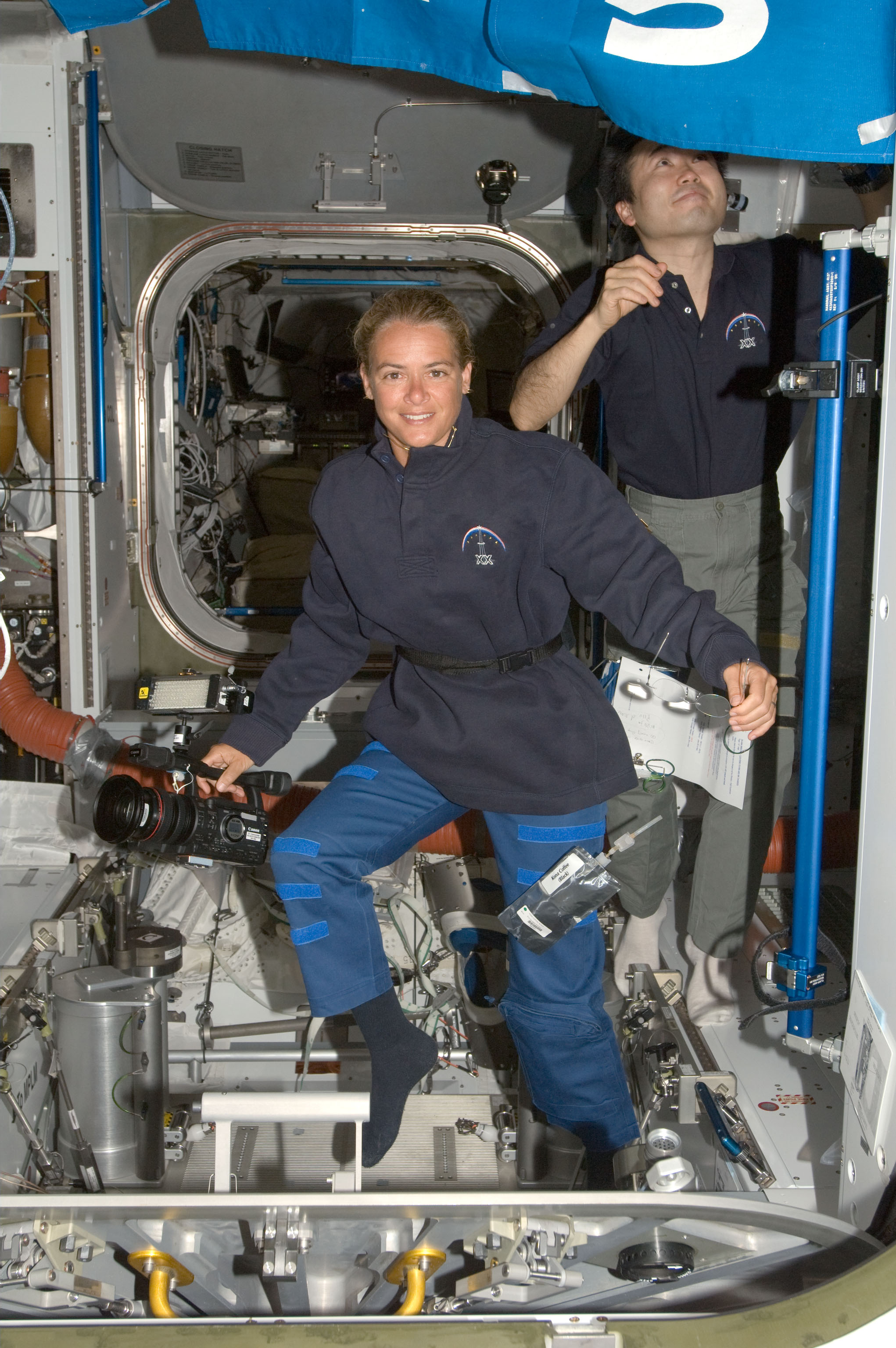
Жулі Паєтт — Другий день на борту Міжнародної космічної станції (STS-127 в липні 2009 року)

Основним завданням польоту, другого за програмою МКС, — це доставлення матеріалів і устаткування на досі незаселений орбітальний комплекс. При цьому використовувався встановлений у вантажному відсіку «Діскавері» подвійний вантажний модуль «Спейсхеб». В ході польоту Паєтт асистувала Тамарі Джерніган і Деніелу Баррі під час їх виходу у відкритий космос, крім того, спільно з Валерієм Токаревим займалася ремонтом пристрою підзарядки акумуляторних батарей модуля «Зоря». Жулі Паєтт стала першим канадським астронавтом, що побував на МКС.
Тривалість польоту склала 9 діб 19 год 13 хв 1 с.
З вересня 2000 року обіймає посаду старшої астронавтки канадського космічного агентства. Працювала офіцером зв'язку та членом групи забезпечення тренувань екіпажів в Росії і Європі. З 26 липня по 8 серпня 2005 року працювала операторкою зв'язку з екіпажем (Capcom) під час першої після відновлення польотів місії шатлу «Діскавері» STS −114.

## Політ на «Індеворі»
Другий політ Жулі Паєтт відбувся через 10 років після першого старту, 15 липня — 31 липня 2009, на космічному кораблі STS −127. Це був вже 23-й політ шатла на МКС. Одним з головних завдань місії була добудова японського експериментального модуля «Кібо». Для цього на станцію були доставлені зовнішня експериментальна платформа модуля JEM EF і зовнішня негерметичної секції ELM ES. У польоті вперше брало участь два канадських астронавти (Паєтт, бортінженер шаттла, і Роберт Терск, бортінженер основної експедиції МКС- 20). Також під час спільного польоту МКС і «Індевора» був встановлений рекорд за кількістю людей, які одночасно перебували в орбітальному комплексі: 13 людей (семеро представників США, по двоє — Росії та Канади, по одному — Бельгії та Японії).
Тривалість другого польоту Паєтт: 15 діб 16 год 44 хв 57 с.

## Нагороди
- Медаль НАСА «За космічний політ» (1999)
- Кавлер Ордена Плеяди Франкофонії (2001)
- Лицар Національного Ордену Квебека (2002)
- Медаль НАСА «За космічний політ» (2009)
- Канадська золота медаль інженерів (2010)
- Медаль НАСА «За виняткові заслуги» (2010)
- Офіцер Ордена Канади (2010)

## Приватне життя
Одружена з Вільямом Флінном, двоє дітей. Захоплюється бігом, лижами, підводним плаванням. Грає на піаніно і флейті, співає. Має ліцензію приватного пілота.